# Jeanette van Dijck
Jeanette Johanna van Dijck (Utrecht, 29 januari 1925 - Baarn, 3 mei 2009) was een Nederlands operasopraan.

## Leven en werk
Zij studeerde zang bij Johanna Zegers de Beijl in Den Haag, bij Wallerstein (repertoire) en bij Brandts Buys. De vroegst geconstateerde (radio)producties waaraan ze - als 21-jarige - haar medewerking verleende waren Hoe laat is het? van Han Beuker (op 15 september 1946) en Alice in Wonderland, een zangspel van Con Schröders met muziek van Else van Epen-de Groot (op 20 september 1946), waarin ze de titelrol zong. Van Dijck maakte haar operadebuut in 1953 bij de "Utrechtse Opera" met een kleine rol in Carmen. Bij de Nederlandse Opera debuteerde zij in 1956, alweer met Carmen. Zij zong toen de rol van Micaéla. Van Dijck zong ook veel in Duitsland, onder meer bij de Opera van Keulen. Zij werkte daar ook als concert- en oratoriumzangeres. Zij trad ook op op het Holland Festival.
Jeanette van Dijck is een kleindochter van Willem Johannes Dominicus van Dijck, schrijver en particulier secretaris van prins Alexander. Haar vader, die dezelfde naam droeg als haar grootvader, was bijzonder hoogleraar natuurkunde aan de Technische Universiteit Delft.

## Discografie
- 2004: Joseph Haydn - Die Schöpfung; dirigent: Günter Wand.[3]

- Bibliothèque nationale de France: cb138423274 (data)
- Biografisch Portaal: 83334425
- Gemeinsame Normdatei: 130685852
- International Standard Name Identifier: 0000 0000 5514 5128
- Library of Congress Control Number: n84104565
- MusicBrainz: d8bfe883-271d-4342-95b7-9a6e86b7b3d3
- Virtual International Authority File: 52802021
- WorldCat: E39PBJbtmgFwbHyWqmrkdxmKh3